# Piet Buskens
Petrus Gerardus (Piet) Buskens (Rotterdam, 9 oktober 1872 – aldaar, 19 september 1939) was een Nederlands architect.

## Leven en werk
Buskens was architect van verschillende gebouwen uit het vooroorlogse Rotterdam. Hij begon zijn carrière met een avondcursus aan de Academie van Beeldende Kunsten en Technische Wetenschappen, waarna hij bij Henri Evers een dagcursus volgde. Tussen 1902 en 1915 had hij een bureau in Nijmegen, op het adres Molenstraat 97. De eveneens uit Rotterdam afkomstige J.P.W. Bieling was in deze periode chef de bureau. Zijn oom Gerardus Buskens was in Nijmegen architect. Tussen 1923 en 1928 was Buskens voorzitter van de Bond van Nederlandse Architecten.
Buskens werd in 1925 benoemd tot Ridder in de Orde van Sint-Gregorius de Grote.
In Rotterdam is in de voorgevel van zijn HH. Laurentius- en Elisabethkathedraal aan de Mathenesserlaan nog een gedenksteen met zijn naam te vinden, schuin tegenover waar zijn gezin woonde in een zelf ontworpen woonhuis. Door de Tweede Wereldoorlog is in Rotterdam binnen de Brandgrens, in Nijmegen, en ook in andere plaatsen veel van zijn werk verloren gegaan.

## Familie
Piet Buskens is de grootvader van Ria Lubbers (1940-2024), de echtgenote van de voormalige Nederlandse premier Ruud Lubbers (1939-2018).

## Enkele werken
- 1896 Rotterdam: Schiekade 77
- 1901 Nijmegen: Molenstraat 62 (voormalige boekhandel A.Th. van Hooydonk)
- 1902 Nijmegen: Molenstraat 93-97 (Café 'De Tempelier' met bovenwoningen)
- 1905 Tiel: Stationsstraat 10
- 1906 Helmond: Markt 31
- 1907 Rotterdam: Sint-Elisabethkerk, vanaf 1967: HH. Laurentius- en Elisabethkathedraal
- 1909 Gouda: Magazijn De Zon (Vroom & Dreesmann)
- 1910 Nijmegen: Berg en Dalseweg 33 (Café Trianon)
- 1917 Rotterdam: Heemraadssingel 161-169
- 1917 Den Haag: St. Aloysiuscollege
- 1921 Rotterdam: R.K. HBS, vanaf 1935 St. Franciscuscollege, vanaf 1994 Citycollege St. Franciscus, vanaf 2014 Het Lyceum Rotterdam
- 1923 Heerlen: Franciscus van Assisiëkerk
- 1925 Voorburg: kerk Onze-Lieve-Vrouwe ten Hemelopnemingkerk
- 1928 Rotterdam: Atlantic Huis (voorheen eerste bedrijfsverzamelgebouw van Nederland (met garage), nu appartementencomplex), op adres Westplein 51 bevindt zich Grand Café-Restaurant Loos.
- 1930 Rotterdam: Sint-Willibrorduskerk (Beukelsdijk)

## Afbeeldingen

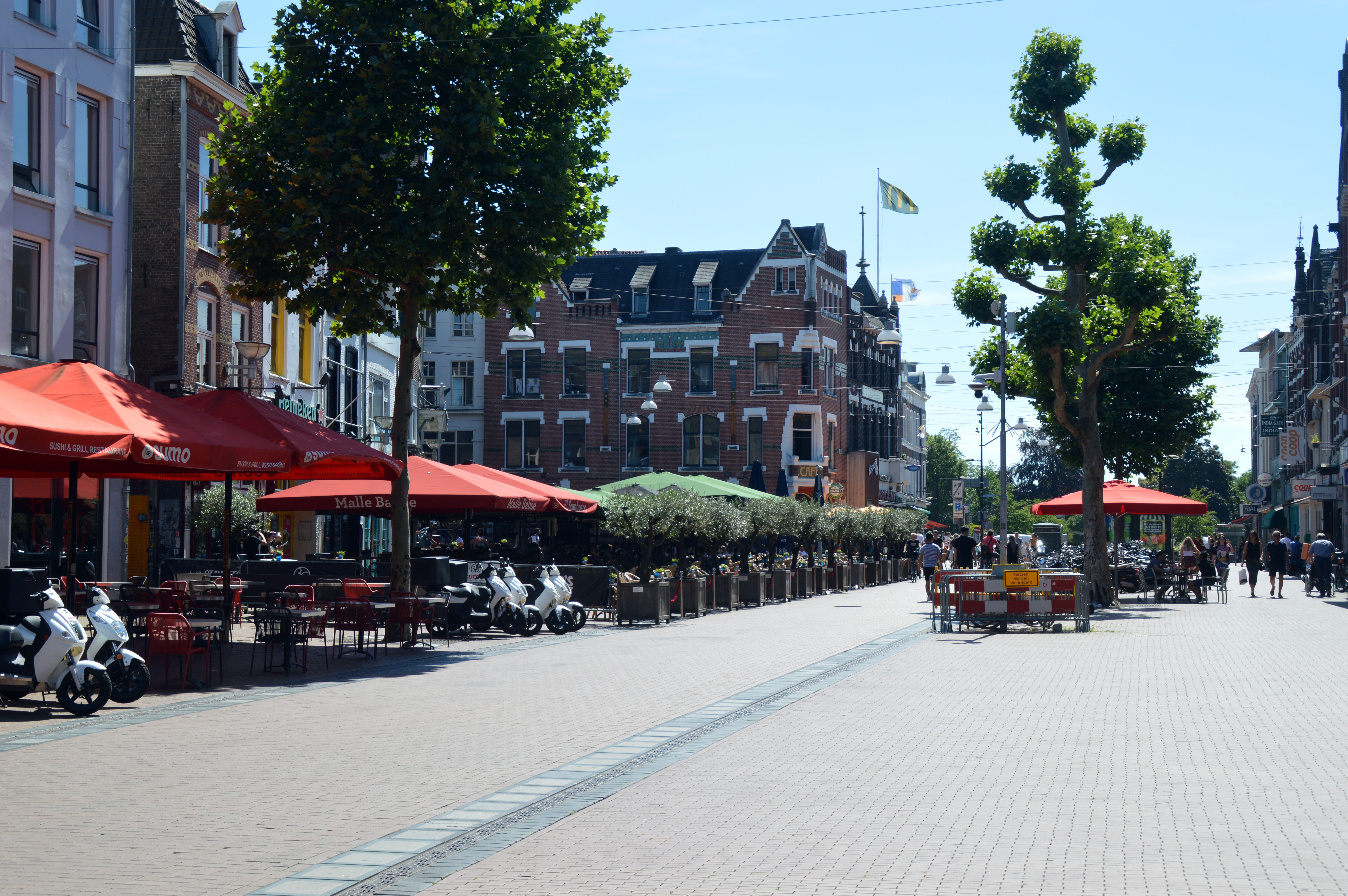
Molenstraat met nummer 95 Pand uit 1902
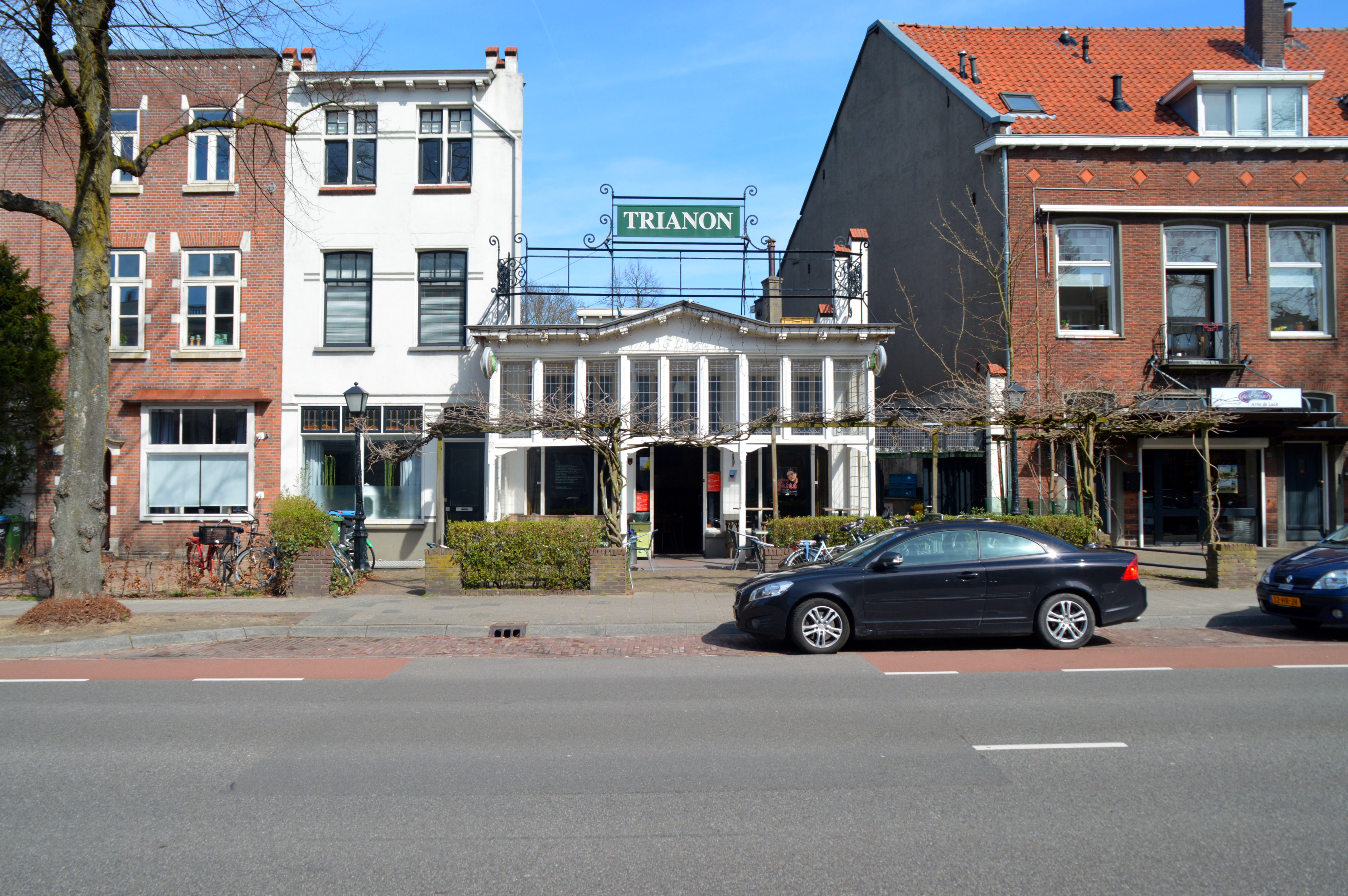
Berg en Dalseweg 33 Nijmegen bouwjaar 1910
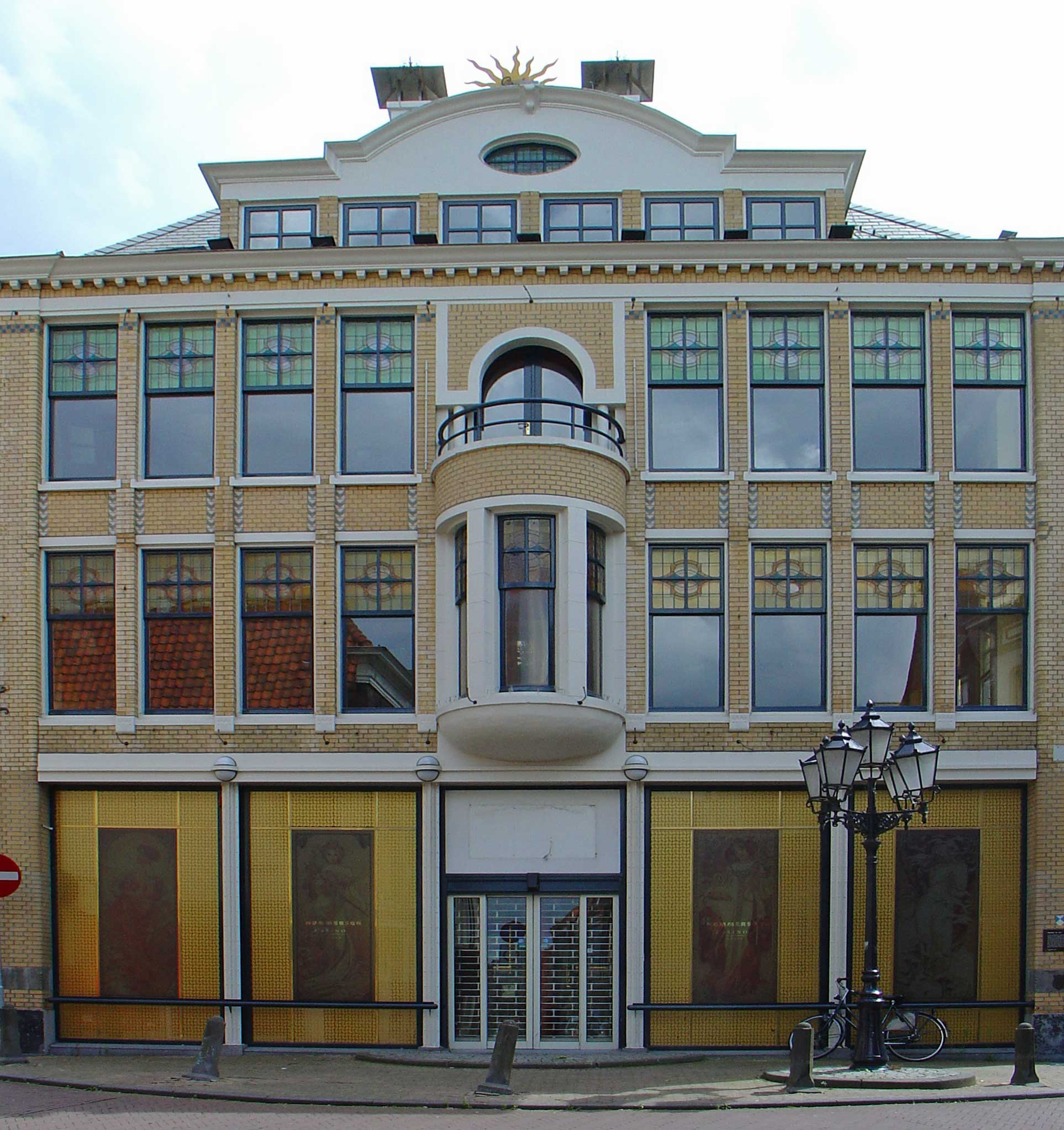
Magazijn De Zon Gouda
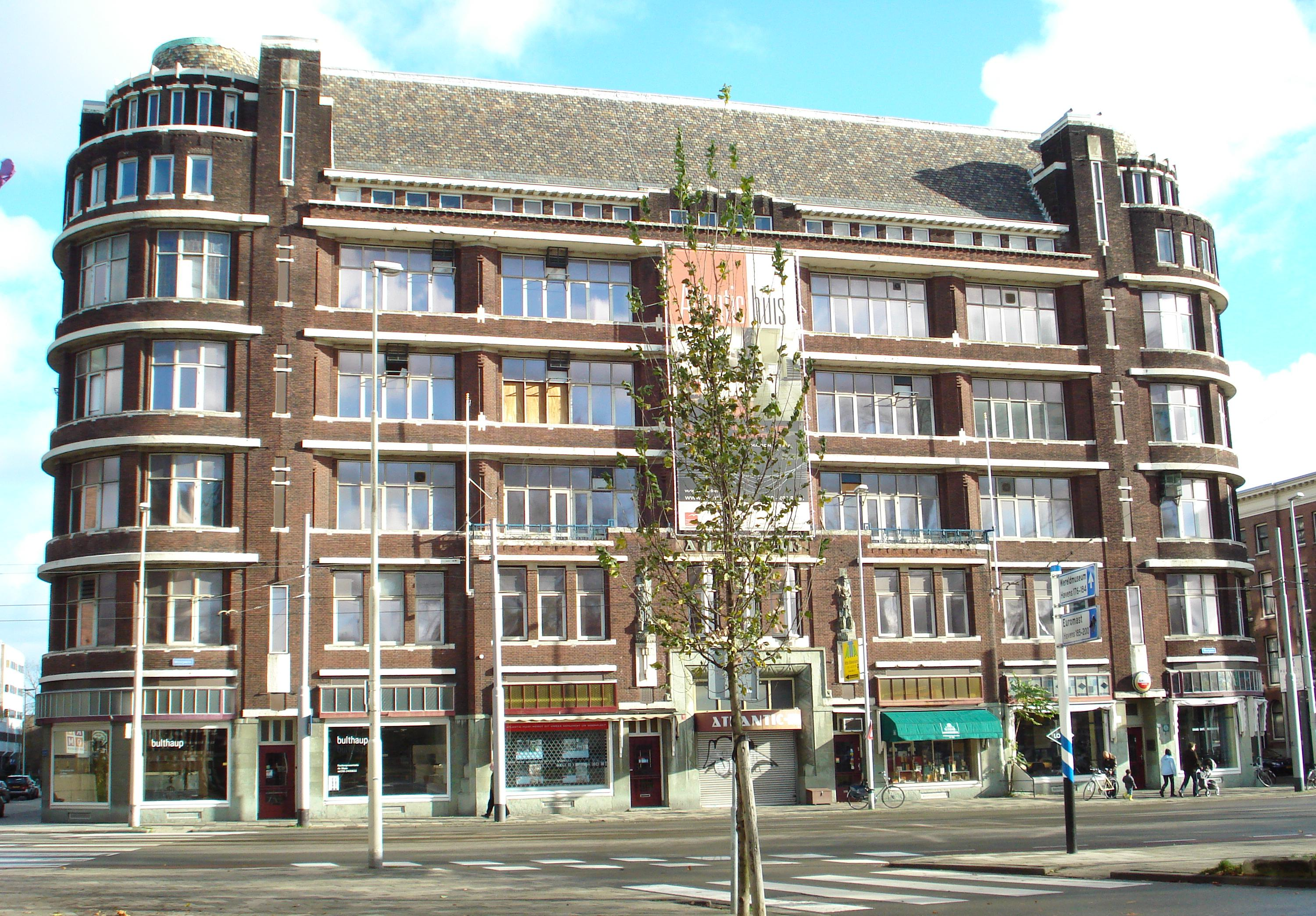
Rotterdam: Atlantic Huis
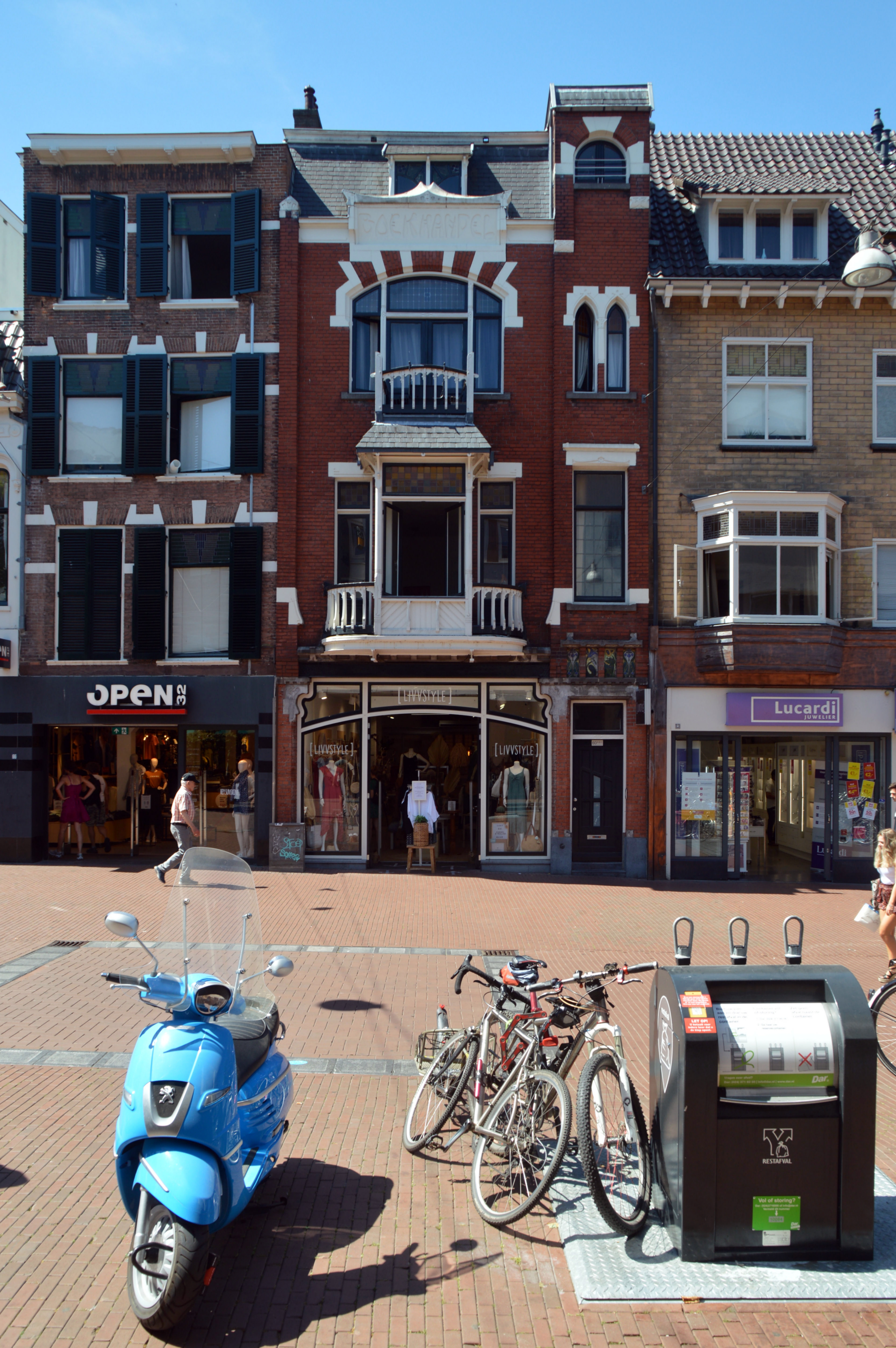
Nijmegen Molenstraat 60-a-b-c-62 (voormalige boekhandel A.Th. van Hooydonk)
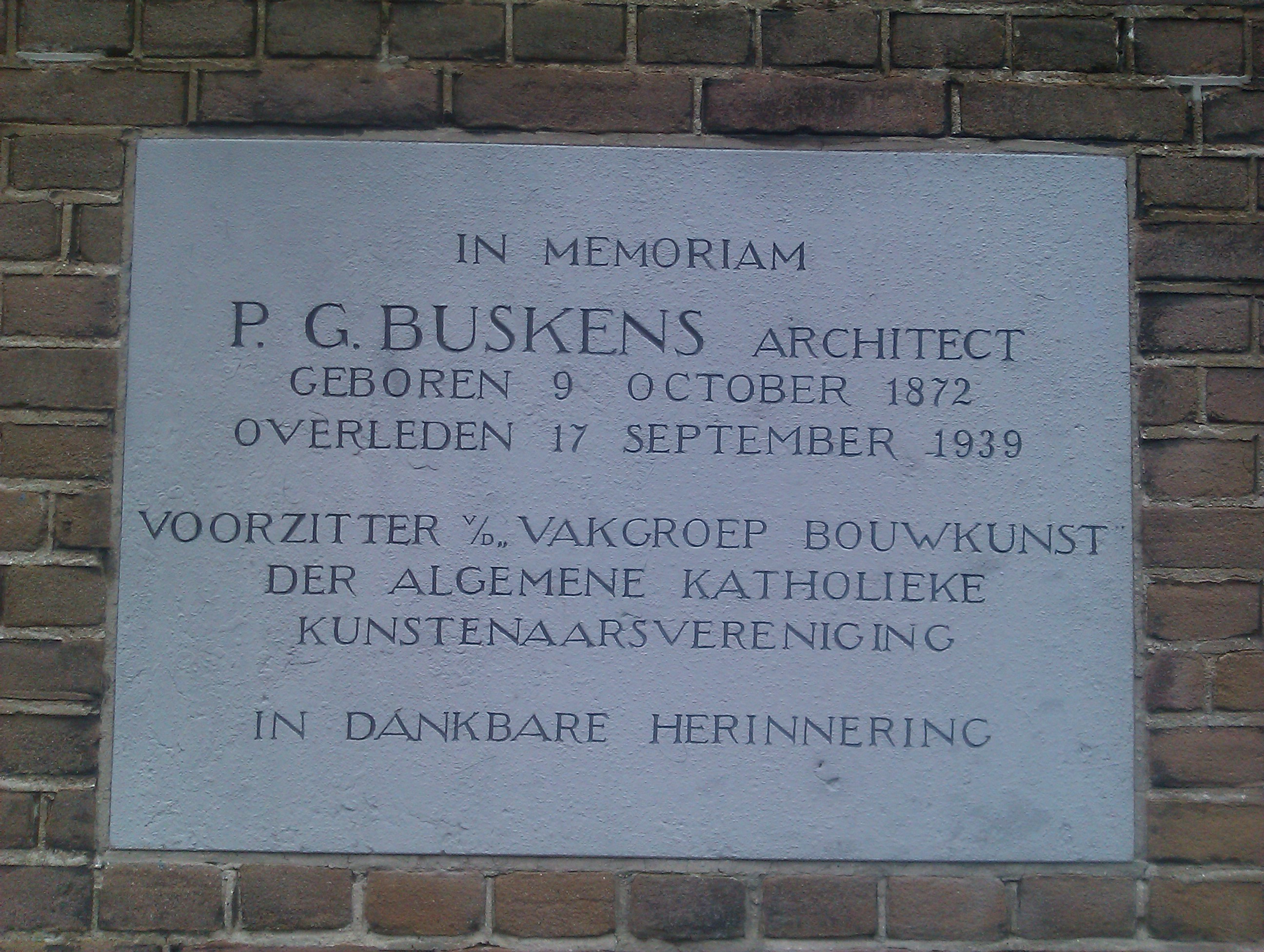
Plaque 'in memoriam' van architect Piet (P. G.) Buskens op de HH. Laurentius- en Elisabethkathedraal in Rotterdam (overlijdensdatum is helaas fout: moet 19 september zijn)